# Sowerbaea alliacea
Sowerbaea alliacea là một loài thực vật có hoa trong họ Măng tây. Loài này được F.Muell. miêu tả khoa học đầu tiên năm 1868.